# 장진수 (프로게이머)
장진수(張鎭秀, 1981년 5월 15일 ~ )은 대한민국의 전직 스타크래프트 프로게이머이다. SoO라는 아이디를 사용하며, 종족은 저그이다.
2000년 하반기부터 AMD 트림팀과 헥사트론 드림팀 (이스트로) 소속으로 프로게이머 활동을 하였으며, 2004년 하반기에 은퇴를 선언하였다.
프로게이머였던 장진남과는 쌍둥이 형제이다.
2008년에는 온게임넷 플레이플닷컴에서 게임자키로 활동하였다.

## 수상 경력
- kbk masters 팀플 3:3 준우승
- 한솔 국제 게임랭킹 팀플 3:3 준우승
- 온게임넷 스타우드배 팀플 최강전 2:2 우승
- 대림정보통신배 KGL 클랜리그 우승
- 게임아이 정기전 우승.준우승.3위
- 게임아이 주장원전 1위2위3위
- 온게임넷 올림푸스 스타리그 8강
- 2002 KPGA TOUR 2차 리그 8강
- 2002 KPGA TOUR 3차 리그 16강
- 스타우트 MSL 8강
- TG삼보 MSL 8강
- 하나포스 센게임 MSL 16강
- 스카이 프로리그 2004 2라운드 머큐리리그 팀플레이 다승부문 1위 (김갑용-장진수)